# Courage Mountain
Courage Mountain é um filme franco-estado-unidense dos géneros aventura e drama, baseado no romance Heidi de Johanna Spyri. O filme foi realizado por Christopher Leitch e protagonizou Charlie Sheen, Leslie Caron, Juliette Caton e Jan Rubes. Nos Estados Unidos o filme foi lançado em 16 de fevereiro de 1990.

## Elenco
- Juliette Caton como Heidi
- Joanna Clarke como Ursula
- Nicola Stapleton como Ilsa
- Jade Magri como Clarissa
- Kathryn Ludlow como Gudrun
- Charlie Sheen como Peter
- Jan Rubes como o avô
- Leslie Caron como Jane Hillary
- Yorgo Voyagis como o senhor Bonelli
- Laura Betti como a senhora Bonelli

## Lançamento
O filme foi lançado em 16 de fevereiro de 1990, e arrecadou $1,4 milhões nos Estados Unidos. RCA/Columbia lançou o VHS em julho de 1990.

## Receção
Janet Maslin do The New York Times disse que o filme foi "cénico, decoroso, um retrocesso cuidadosamente inocente".  Kevin Thomas do Los Angeles Times escreveu que o filme é irregular, mas sua cinematografia é impressionante.  O TV Guide classificou o filme com 1/4 estrelas e escreveu, "Infelizmente, misturado com a habitual panóplia de vilões e catástrofes, desta vez foi um pouco bizarro, um elenco crucial [Charlie Sheen], mas um argumento desleixado e medíocre."